# A Second Face
A Second Face è un videogioco di fantascienza del 2008 sviluppato da Jospin Le Woltaire come avventura indipendente e pubblicato liberamente via internet. Il gioco contiene elementi di fantascienza e cyberpunk.

## Trama
La storia è ambientata su un pianeta con due facce: una scura e una illuminata. Due culture diverse si sono evolute su ogni parte del pianeta. Mentre sul lato del sole ci sono gli Strefis, un popolo di luce, sul lato oscuro ci sono gli Iugeltz, un popolo della notte. I due popoli non si conoscono però ci sono delle leggende che parlano del pianeta di due facce in ogni cultura..

## Modalità di gioco
La storia si sviluppa traverso cut-scene in una maniera cinematica, mentre il gioco si esegue in una maniera tradizionale punta e clicca simile a giochi come La maledizione di Monkey Island. Un text box è stato implementato per rendere dialoghi con varie caratteri possibile.

## Grafica
La città scura è stata modellata su una pianta storica della vecchia Babilonia. L'architettura virtuale è stata renderizzata in 3D sulla base di disegni a mano, con la tecnologia CAD. I personaggi del gioco sono stati disegnati a carboncino e colorati mediante acquerelli prima della scansione elettronica.

## Premi
A Second Face è stato nominato per 15 AGS Award nel 2008 e vinceva tre per il "migliore gioco 2008", la "migliore grafica 2008" e la "migliore storia 2008".